# История Тульской области
История Тульской области — краткое описание истории Тульской области.
История земель, которые в настоящее время объединяет Тульская область, насчитывает тысячи лет, начиная с заселение территории в конце палеолита. Найдены верхнепалеолитические, мезолитические (VIII—VI тыс. до н. э.) и неолитические (V—III тыс. до н. э.) стоянки, а также поселения бронзового века (III—II тыс. до н. э.). В раннем железном веке (I тысячелетие до н. э.) на данной территории появились племена верхнеокской археологической культуры, на смену которым примерно в VIII веке пришло славянское племя вятичей, которые были неплохими металлургами и кузнецами. Сначала вятичи платили дань хазарам, а затем вошли в состав Древнерусского государства. После распада Киевской Руси в междоусобицами эта земля вошла в состав Черниговского княжества. В XIII веке через территорию Тульщины прокатилось татаро-монгольское нашествие. Тулой в середине XIV века ведали баскаки татарской царицы Тайдулы. В 1503 году тульские земли были присоединены к Великому княжеству Московскому, а Тула стала важным укрепленным пунктом на южной границе, где проходила пограничная Засечная черта и находились города-крепости.

## Этимология

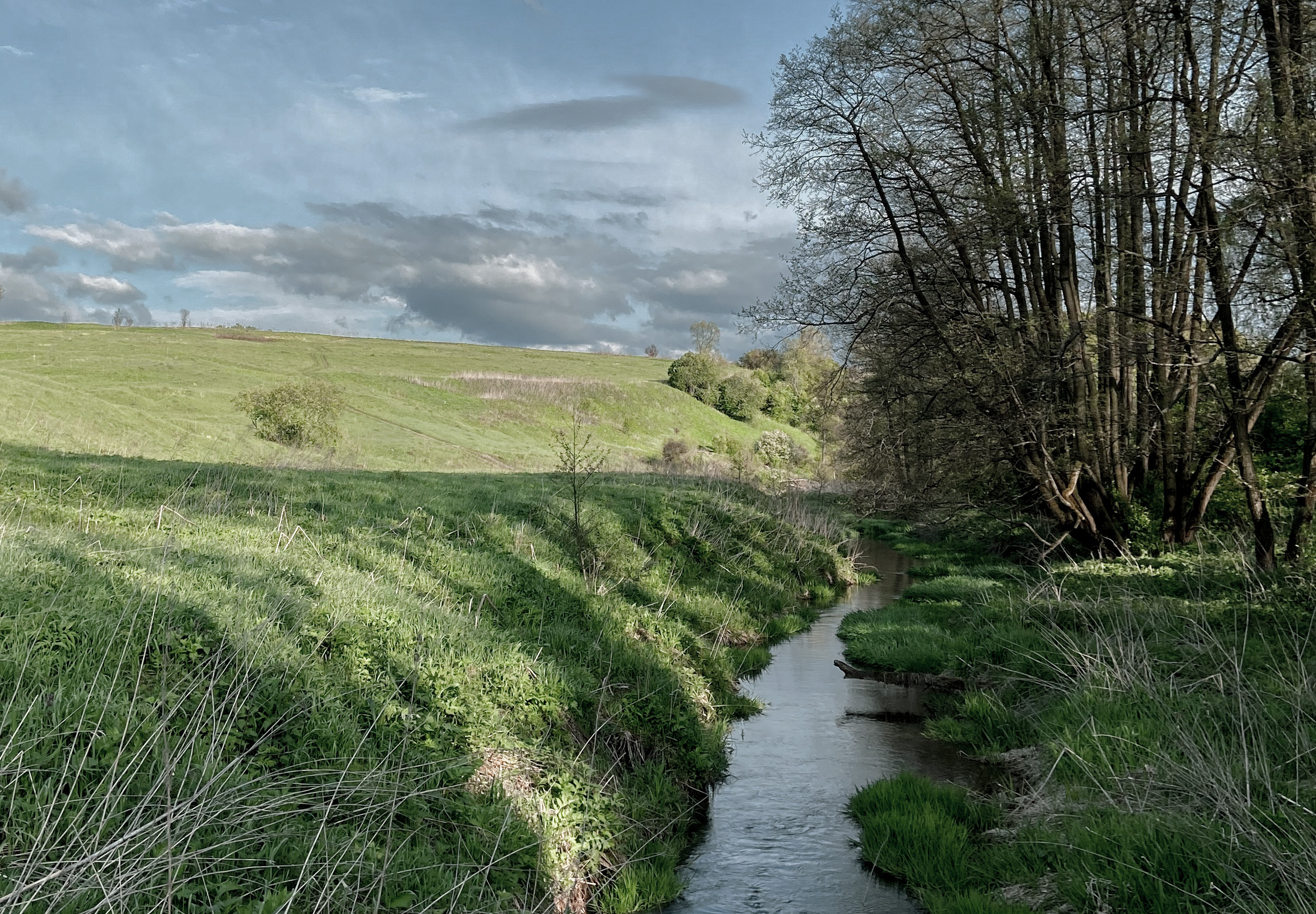
Река Тулица в районе урочища Кислинка

Название земель данного региона начинают связывать с Тулой с XVI века, после того как в городе был построен укреплённый каменный кремль и он стал одним из центров Засечной черты. Близлежащие к городу земли стали носить древне-русское название Тульския украины.
Само же название города Тула исследователи связывают с рекой Тулицей (Тулка, Тула), на берегу которой при впадении в Упу расположен город. Поскольку название реки Упа, как считается, балтийское (литовские uре, upis, upys, латыш, uре — река, ручей), её приток Тулица также может иметь балтийское происхождение, о чём говорит ряд параллелей в литовской топонимии: река Tule, болото Tulis, поле Tulyte, луг Tulejos, долина Tulia, значение которых не вполне ясно. При этом гидроним «Тула» имеет сходные параллели на финно-угорском севере России: река Тула (бассейн Вятки), река Тулокса (бассейн Ладожского озера), река Тула и озеро Тулос (Карелия), река Тулома (Кольский полуостров). Также может усматриваться сходство гидронима «Тула» с тюркскими названиями: тув. тулаа «болото», «топь», хак. тул «рыба», хак. тула «болотная кочка», шорск. тула «запрудить воду», есть река Тула (приток Оби, в Новосибирске), которая имеет своим истоком болота.
История слога -*tul- (и его фонетические варианты: слоги -*tal-/-*tol-/-*tl-) прослеживается филологом Элизой Фёдоровной Молиной со времен хеттов, у которых было слово -*tul- — «колодец». На языке носителей цивилизации Шумер слог -*tul- обозначал «море». Все вышеперечисленные названия из разных языковых семей, содержащие протослог -*tul- (и его фонетические варианты), объединяет одна общая сема — «вода» или какая-то связь с водой/жидкостью, то есть древнейшая звуковая основа -*tl-, акустически передающая понятие воды и все связанные с ней смежные понятия.
Владимир Даль в своём словаре объяснял слово «Тула» так: «Тула — скрытное, недоступное место, затулье, притулье для защиты, приюта, или для заточенья. С этим может быть в связи названье города». С этой гипотезой согласен и Макс Фасмер.

## Преемственность
Территории современной Тульской области, образованной 26 сентября 1937 года, в различные годы своей истории были частью различных административно-территориальных образований:
- Черниговское княжество (XI—XIII века)
- Великое княжество Рязанское (XIII—XIV века)
- Золотая Орда (XIII век)
- Новосильское княжество (XIII—XV века)
- Территория Верховских княжеств (Белёвское и Одоевское) (XV—XVI века)
- Великое княжество Литовское (XV век)
- Великое княжество Московское (XIV век — 1478)
- Русское царство (1478—1708)
- Московская губерния (1708—1719) в составе Русского царства
- Тульская провинция в составе Московской губернии Русского царства (1719—1721), а затем Российской империи (1721—1777)
- Тульское наместничество Российской империи (1777—1796)
- Тульская губерния Российской империи (1796—1929)
- Московская область (изначально Центрально-промышленная область) СССР (1929—1937)

## Древнейшая история
Раннее заселение территории Тульской области связано с концом палеолита. Орудия палеолита редки. Остроконечник эпохи мустье найден в урочище Золотариха на правом берегу реки Вырка. Найдены верхнепалеолитические (Белёвский район), мезолитические (VIII—VI тыс. до н. э.) и неолитические (V—III тыс. до н. э.) стоянки, а также поселения бронзового века (III—II тыс. до н. э.).
Неолит — белёвская культура — IV—II тыс. до н. э., Тульская группа — II тыс. до н. э.
Бронзовый век — памятники представителей индоевропейской фатьяновской культуры (с. Погорелое, д. Митино). У Тулы и в северных районах Тульской области выявлены памятники поздняковской культуры.
У деревни Гора Услань открыто одноимённое городище, заселённое с начала раннего железного века (VIII век до н. э.) по V—IV века до н. э., где были обнаружены скифские наконечники стрел.

### Балтский период
В раннем железном веке (I тысячелетие до н. э.) появились племена верхнеокской археологической культуры. Сатинское городище — раннежелезный век, 1-е тыс. до нашей эры.
Около Одоева нашли два клада, датируемых серединой III века, часть артефактов относится к периоду когда влияние сарматов было сильным, а другая часть характерна для носителей культуры раннеславянского круга.
Супрутское городище является многослойным: до вятичей на этом месте жила голядь. От балтов-металлургов остались только шлаки, от вятичей — ещё и крицы. Разнообразна продукция местных кузнецов: это орудия для обработки дерева и кости, орудия охоты, рыболовства и многое другое. С течением времени пришельцы с территории бассейна р. Десны оказали влияние на развитие местного населения и сформировали новую культуру к IV веку н. э. «мощинскую» (название дано по месту на правом берегу реки Пополта, где впервые было раскопано Мощинское городище) — по языку её представители были, по всей вероятности, балтами. Сто сорок римских монет из клада, найденного в 10 км от центра Тулы, были отчеканены в конце IV — начале V века.
Самая восточная группировка балтов, занимавшая в IV—VII веках н. э. бассейн верхней Оки и верховья Днепра, в древности именовалась голядью. Представители этого этноса жили в наземных домах и землянках на городищах (укрепленных поселениях) и селищах (поселениях открытых). Они занимались земледелием, охотой, рыболовством, освоили гончарное ремесло, металлургию, металлообработку, строили жилища, воевали. Многочисленны находки земледельческого инвентаря. Среди находок встречаются украшения одежды (пряжки, фибулы), детали конской упряжи, бытовые предметы (ножи, кресала и др.). Оружие, исключая наконечники стрел, сравнительно редко. Очень интересны изделия из цветных металлов (украшения, детали одежды), в том числе с цветными выемчатыми эмалями — голубой, красной, оранжевой, синей. Подобные украшения встречаются только у балтов.

### Вятичи

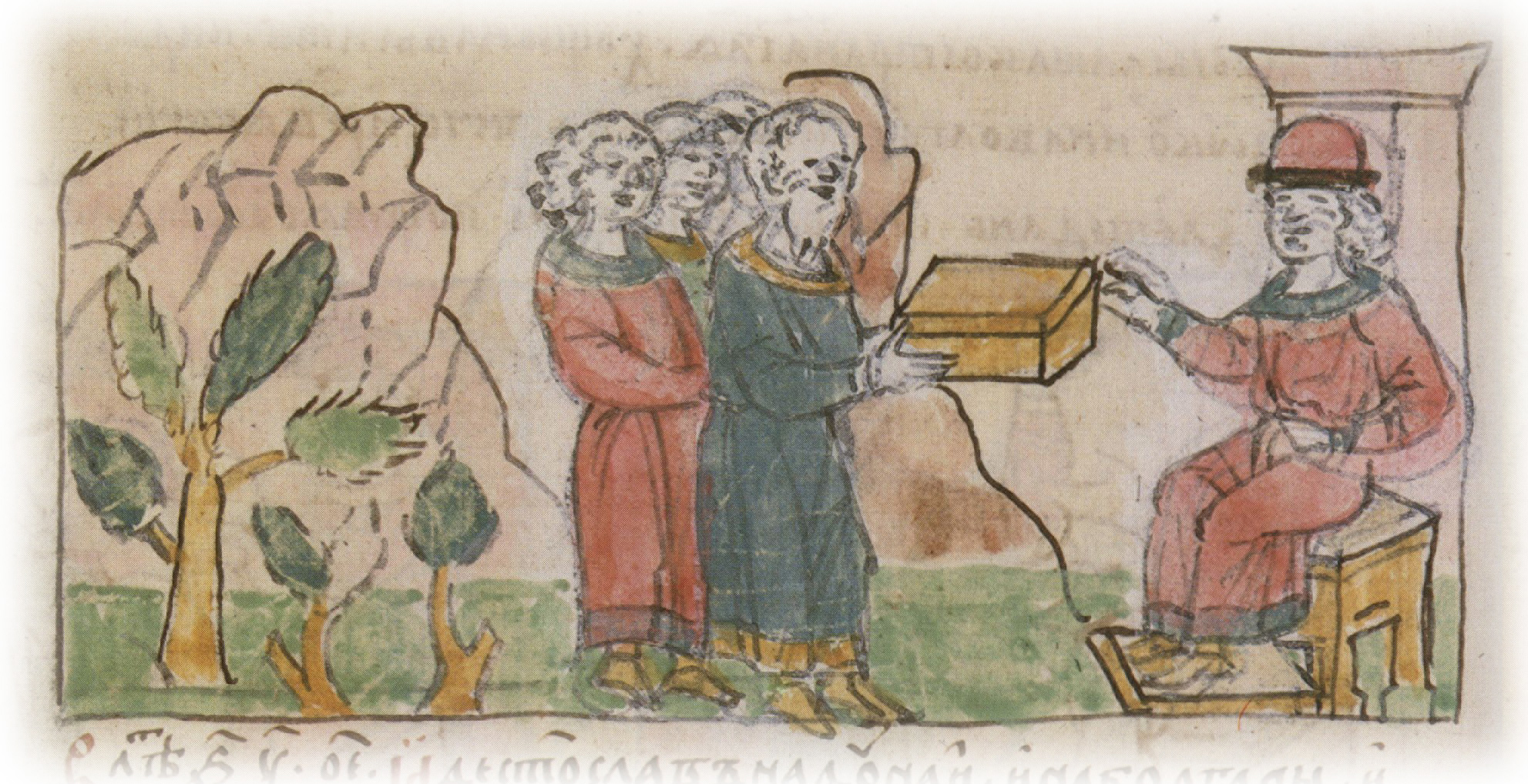
Приношение вятичами дани Святославу Игоревичу.

На смену балтам примерно в VIII веке в Тульский край пришло славянское племя вятичей. Как и голядь, вятичи были неплохими металлургами и кузнецами. Археологами были открыты пункты (VII—IX век), в основном, в южной части расселения славянского этноса), где число печей достигало 25-30. Ясно, что работали здесь на рынок, через его посредство реализуя железные полуфабрикаты.
Материалы с селища Устье-2 (IX — начале X века) в приустьевой части реки Мокрая Табола имеют полное сходство с материальной культурой радимичей, осваивавших бассейн реки Упы. Лучевые серьги (височные кольца) в бассейне Упы и прилегающих районах были найдены на городище Супруты, на поселении у деревни Слободка на реке Шат. Супрутские серебряные полые пронизи в виде трёх соединённых шариков, спаянные из двух половинок, имеют ближайшие аналогии с пронизками из клада с Новотроицкого городища роменско-борщёвской культуры на Сумщине и в материалах Великой Моравии. Отдельные находки славянских вещей (перстни из Уткино) находят прямые аналогии в материалах Новотроицкого городища и могут быть датированы IX веком.
В «Повести временных лет» говорится о том, что название племён вятичей пошло от вождя «Вятко», который сидел здесь со своим родом.
Вятичи занимались скотоводством, землепашеством, знали ремесла. На Супрутском городище найден разнообразный сельскохозяйственный инвентарь (пашенное земледелие стало у вятичей ведущим). Ремесла: славянские ювелиры владели техникой литья в глиняную форму, применяли чеканку, ковку, тиснение, освоили технику зерни и скани, с которыми познакомились в VIII—IX вв. по вещам, прибывшим с Востока (делали пряжки, поясные бляхи, перстни, браслеты, височные украшения, шейные гривны, различные привески и пр.). Сначала вятичи платили дань хазарам, а затем вошли в состав Древнерусского государства. В начале X века (907 год) вятичи участвуют в походе князя Олега на Царьград. В 910—915 годах было разрушено Супрутское городище. Походы князя Святослава в 964 и 966 гг. В 981 и 982 годах воевал с вятичами князь Владимир Святославич. Столетие спустя (1082—1083 гг.) ходил «в вятичи» Владимир Мономах, о чём сам упомянул в поучении своим сыновьям. Города на территории края: в XII веке возникает г. Дедославль (предположительно, современное село Дедилово Киреевского района) — укрепленный ремесленный и торговый центр, место сбора старейшин вятичей. Сглаживание племенных особенностей привело к исчезновению к XIII веку самого племенного имени вятич.
Городище XI—XII веков около деревни Кетри на территории Ленинского района имело площадь около 1 га, вал из остатков крепостной стены, достигавший в высоту 3 м, и сельскую округу площадью ок. 24 га. На городище нашли несколько разрушенных сосудов, шиферные пряслица, дротовый медный браслет, медную подвеску лунницу, застежку-сульгам. Поселение дважды сгорело — в XI и в XII веке. После первого пожара поселение славян опустело и было вновь заселено носителями древнерусской культуры.

## Древнерусский период
Попав в сферу влияния Руси территория Тульской области долгое время оставалась отдалённой и преимущественно языческой окраиной, население которой так и не влилось в состав древнерусской народности. Вятичи не приняли проповедь монаха Кукши, проповедавшего жившем на Оке племенам, и убили его. До третьей четверти XII века на данных территориях продолжали располагаться основные места этнополитического объединения вятичей, которые всё ещё сохраняли определённую степень самостоятельности и политической субъективности. После распада Киевской Руси эти земли вошли в состав Черниговского княжества.
Город Лопасня стоял на границе суздальских и черниговских земель. Самым крупным городом той поры был Белёв (упоминается в Ипатьевской летописи, известной по спискам XV и XVI веков, под 1147 годом). Впервые Тула упоминается в Никоновской летописи под 1146 годом, где сообщается, что: «Святослав Ольгович, идее в Рязань, и быв во Мценске и в Туле, и в Дубке, на Дону, и в Ельце, и в Пронске, и придя в Рязань на Оку». Однако, историки, основываясь на том, что это упоминание является вставкой в текст, сделанной позднейшими летописцами XVI века, не признают достоверным такое свидетельство. К северу от села Торхово расположено Торховское городище XII—XVI веков, являющееся кандидатом на первоначальное место расположения Тулы.
В XII веке в районе посёлка Епифань на соседнем к острогу мысу находился неизвестный по письменным источникам древнерусский город.
В XIII веке через территорию области прокатилось монголо-татарское нашествие — были разрушены и исчезли, по меньшей мере, 10 домонгольских городищ, чётко определяемых как древнерусские укреплённые поселения. Согласно данным археологических исследований, во второй половине XIII — первой половине XIV века на территориях, простирающихся от южного берега Оки через современные Тулу, Епифань в сторону Ельца, сложилась особая демографическая, культурная и политическая обстановка, нетипичная для большей части соседних территорий. В русских летописях отсутствуют описания событий, происходящих на землях современных восточных районов Тульской области в то время. Также отсутствуют сообщения о деятельности верховских и рязанских князей, в зоне влияния которых находились ранее эти земли. Это могло быть связано с ослаблением позиций представителей этих княжеств в данном регионе после ордынского завоевания, что не позволило им осуществлять эффективный сбор налогов и выполнять прочие властные функции. Продолжение заселения в те годы этих территорий вятичами подтверждается находками типичных вятичских украшений.
Результаты археологических исследований захоронений местных жителей с XII по XIV век демонстрируют наличие признаков языческой тематики и своего рода двоеверия. Форма погребального обряда становится христианской, однако многие детали соответствуют языческим представлениям: наличие угля, обожжённых веток и соломы, зольные пятна у костяков, прокал стенок и дна могильных ям, керамический бой в их заполнении, связываемый с обычаем ритуального битья посуды во время тризны, «дары» погребённым, наличие камней на или около захоронений, нестабильное положение рук и т.д.
Тулой в середине XIV века «ведали баскаки» татарской царицы Тайдулы.
В 1375 году новосильский князь Роман Семёнович перенёс в свою резиденцию в Одоев.
В 1380 году в юго-восточной части современной области, у впадения реки Непрядвы в Дон, произошла историческая Куликовская битва, положившая начало освобождению русских земель от ордынского ига.

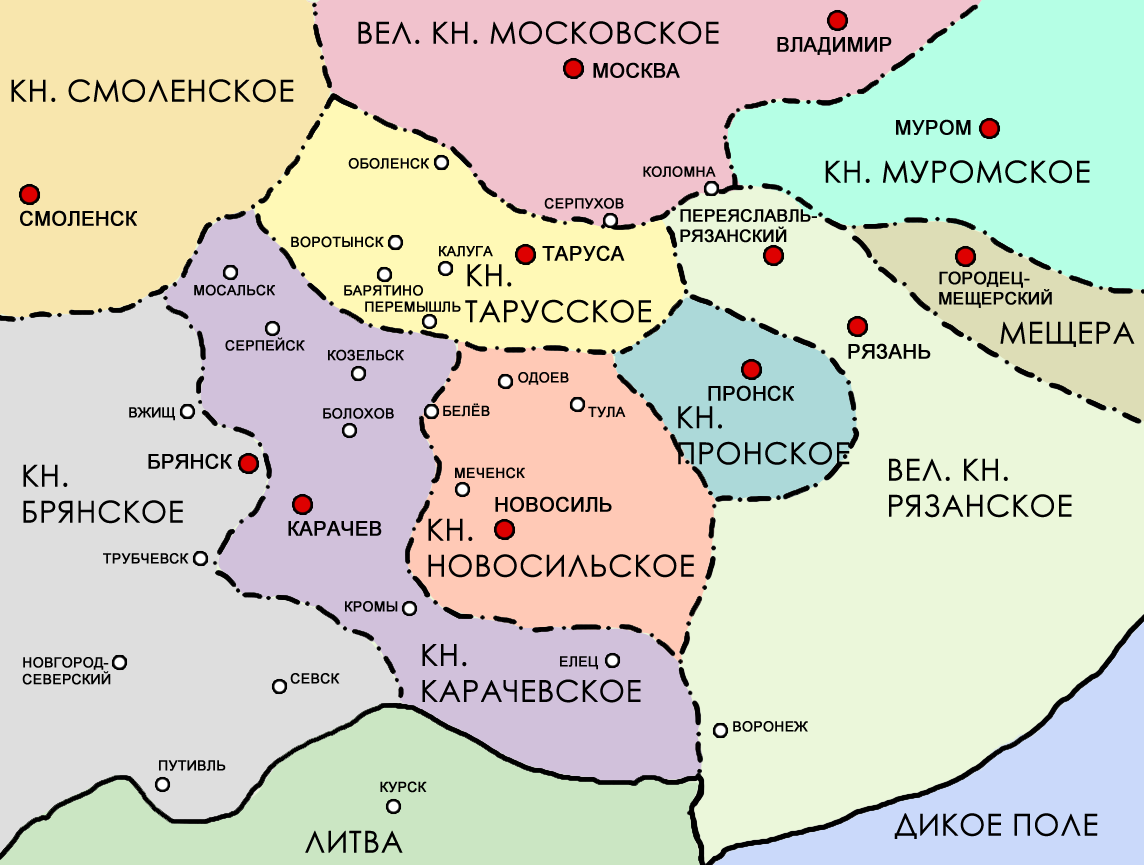
Белёв, Одоев и Тула на карте Новосильского княжества в XIV веке

На рубеже XIV—XV веков образовалось удельное Белёвское княжество. Отделённое от Чернигова Белёвское княжество тяготело к Москве, но впоследствии оно отошло к Великому княжеству Литовскому, Русскому, Жемойтскому и иных.
В 1492 году крымского царя Минлигиреевы дети пришли «безвестно на великого князя украинскые земли на места белевскые и одоевские, «а иные тотаровя, отделясь, пошли вниз на олексинские места, и на Колодну, и на Волкону».

## Московское пограничье

Реконструкция Тульского кремля (XVI век)

Крапивна впервые упоминается в завещании Дмитрия Донского, отдавшего её своей супруге Евдокии. Известно, что с конца XVI века Крапивна стала одной из крепостей Засечной черты. В 1503 году тульские земли были присоединены к Московскому великому княжеству. В 1507 году Краткий Кирилло-Белоозерский летописчик сообщает: «Поставлен город каменной на Туле». «Воеводы украинные и люди», успешно отразившие крымский набег «на великого князя укра́йну на тульские места», упоминаются в грамоте 1517 года. В XVI веке при удельном князе Василии Романовиче была выстроена дубовая крепость, на подступах к которой естественной преградой служила Ока с береговой осыпью и глубокий искусственный ров.
В 1641 году южнее Епифани была сооружена крепость Ефремов. Богородицк был заложен весной 1663 года как крепость для защиты от набегов крымских татар. Города являлись средством закрепления территории в составе государства и её хозяйственного освоения. Градостроительная активность с XVI века ярко отражала процесс этой экспансии. В XVI—XVII веках Тула была важным укрепленным пунктом на южной окраине Московского государства. На тульской земле проходила пограничная Засечная черта и находились города-крепости.
В начале XVII века (эпоха Смутного времени) край был оплотом «воровского движения» (Болотникова) и пострадал от столкновения враждующих группировок
Индустриальное развитие края началось в XVII веке. В 1696 году тульский кузнец Никита Демидов у устья реки Тулицы построил первые домны и молотовые мастерские, которые явились началом развития кузнечного дела в Туле. Город стал одним из центров русской металлургии и металлообработки. В 1712 году по указу Петра Первого в Туле был основан Императорский Тульский оружейный завод, производивший первоклассное оружие для русской армии.
По первому разделению России на губернии в 1708 году нынешние города Тульской губернии были распределены так: Тула, Алексин, Богородицк, Венев, Епифань, Кашира и Крапивна вошли в Московскую губернию, Белёв и Новосиль — в Киевскую, Ефремов и Чернь — в Азовскую и Одоев в Смоленскую губернию. В 1719 образована Тульская провинция с городами — Тулой, Алексиным, Богородицким, Веневом, Епифанью и Крапивною; в Орловскую провинцию вошли города — Белёв, Новосиль и Чернь, в Елецкую провинцию — Ефремов, в Московскую — Кашира и в Калужскую — Одоев.

## Тульская губерния
9 марта 1777 года была образована Тульская губерния. Организацией губернии занялся калужский наместник Кречетников. 19 сентября 1777 года образовано Тульское наместничество. В 1796 году наместничество упразднено, губерния же сохранилась. В это же время в Туле получили развитие производства самоваров, пряников, гармоник.
С пуском в эксплуатацию в 1855 году Малевской копи (к югу от Богородицка) в губернии начинается регулярная добыча угля Подмосковного бассейна — старейшего угледобывающего района России, месторождения которого были открыты ещё в 1722 году крепостными крестьянами И. Палицыным и М. Титовым. Развитию промышленности в крае способствовало строительство железных дорог «Москва—Курск» в 1864—1868 и «Сызрань—Вязьма» в 1870—1874.
Тульская губерния была в числе 17 регионов, признанных серьёзно пострадавшими, во время голода 1891—1892 годов.

## Современность
Постановлением президиума ВЦИК от 14 января 1929 года Тульская губерния была упразднена, её территория вошла в состав Центрально-Промышленной области.
В сентябре 1937 года в ходе разукрупнения регионов Тульская область, которая представляла собой регион с развитой промышленностью и сельским хозяйством, была выделена из Московской области.
В годы Великой Отечественной войны на территории Тульской области проводились Тульская оборонительная и наступательная операции. За мужество и стойкость, проявленные защитниками Тулы при обороне города, сыгравшей важную роль в остановке наступления вермахта и последующем разгроме войск противника под Москвой, город Тула был удостоен почётного звания «Город-герой».
Для интенсификации восстановления промышленности Мосбасса 20 декабря 1942 года Указом Президиума Верховного Совета РСФСР город Сталиногорск с его сельской местностью, а также Гремячевский, Донской, Кимовский, Узловский и Серебряно-Прудский районы были переданы из Тульской области в состав Московской области.
В ночь с 24 по 25 сентября 1948 года в угольной шахте треста «Болоховоуголь» близ посёлка Улановский в Киреевском районе произошла авария на шахте № 20. Погибло 56 человек.
27 марта 1957 года Указом Президиума Верховного Совета РСФСР город Сталиногорск с его пригородной зоной, город Узловая и районы: Гремячевский, Донской, Кимовский, Узловский переданы из Московской области в состав Тульской области.
27 декабря 1957 Тульская область за успехи, достигнутые в увеличении производства и сдачи государству продуктов сельского хозяйства, награждена орденом Ленина.
В послевоенные годы в Тульской области дальнейшее развитие получили машиностроительная, химическая, металлургическая, угольная промышленность, возникли научно-исследовательские институты и конструкторские бюро.
В 1986 году Тульская область сильно пострадала в результате катастрофы на Чернобыльской АЭС, из-за радиоактивных осадков некоторые земли были заражены и стали непригодными к использованию для сельского хозяйства на площади 11,8 тыс. км², что составило около половины (46,8 %) её территории. Плотность радиоактивного загрязнения почвы цезием-137 составила в среднем от 1 до 15 Ки/км². Радиоактивному загрязнению подверглись 27 % земель лесных участков в составе земель лесного фонда. Площадь загрязнения леса радионуклидами цезия-137 составляет 78,388 тыс. га. По некоторым данным, в городе Плавске до сих пор сохраняется повышенный радиационный фон около 20 микрорентген в час.
В 1997 году 1306 населённых пунктов Тульской области находились в границах зон радиоактивного загрязнения вследствие аварии на Чернобыльской АЭС. В 2015 году в Тульской области число населённых пунктов в границах зон радиоактивного загрязнения сократилось до 1215, из которых 27 находятся в зоне проживания с правом на отселение и 1188 — в зоне с льготным социально-экономическим статусом. В 2017 году в Тульской области радиоактивная грязь расползлась на 11,8 тыс. км², что составило около половины (46,8 %) всей территории области. Содержание радионуклидов в продуктах питания ниже допустимых уровней, но повсеместно превышает доаварийные показатели по цезию-137.